# Abdelhamid Ben Badis
« Ben Badis » redirige ici. Pour les autres significations, voir Ben Badis (homonymie).
Abdelhamid Ben Badis (en arabe : عبد الحميد بن باديس), souvent appelé Ibn Badis, né le 4 décembre 1889 à Constantine, ville au nord-est de l'Algérie, et mort le 16 avril 1940 dans la même ville, est un savant musulman ('alim) et écrivain algérien. Il est une figure emblématique du mouvement réformiste musulman en Algérie.
Abdelhamid Ben Badis fonde en 1931 l'Association des oulémas musulmans algériens, une organisation qui joue un rôle déterminant dans l'indépendance algérienne. Écrivain prolifique, il publie dans le mensuel al-Chihab, de 1925 jusqu'à sa mort, ses idées réformistes qui concernaient tant le domaine religieux que politique.

## Origine
Abdel Hamid Ben Badis naît à Constantine le 4 décembre 1889. Il appartient à une vieille famille bourgeoise, descendant des émirs zirides, une dynastie berbère musulmane fondée au xe siècle par Bologhine ibn Ziri. Les Ben Badis sont une famille constantinoise de souche ancienne, avec plusieurs siècles de présence continue dans la ville et une participation à la vie publique.Ibn Badis signait ses articles sous le nom de Famille de Ibn Badis Assanhadji en référence à la confédération berbère des Sahnadja 
Son père, Mohamed Mustapha (1868-1951), est un gros propriétaire terrien dans la région et l'un des notables les plus influents de la ville de Constantine et de ses environs, délégué financier et membre du Conseil Supérieur, bachagha et Grand croix de la Légion d'honneur,.

## Éducation
Ben Badis grandit dans un entourage pieux : il apprend le Coran dès l’âge de treize ans, étant alors conformiste. Très jeune, il est placé sous le préceptorat de Hamdân Benlounissi, proche disciple du savant Abdelkader El Medjaoui (1848-1914). Hamdane Lounissi marque durablement la jeunesse d'Abdelhamid Ben Badis, marqué par son conseil : « Apprends la science pour l’amour de la science, non pas pour le devoir ». Hamdân Benlounissi lui fait aussi promettre de ne jamais devenir fonctionnaire pour le compte de l'État colonial français.

## À la mosquée Zitouna
En 1908, à presque 20 ans, Ben Badis décide de commencer son premier voyage d'étude vers la mosquée Zitouna de Tunis, alors un grand centre de savoir. Il aime y prier allongé dans l'herbe et y rencontre des savants qui influencent sa personnalité et son orientation, dont Mohamed Al Nakhli qui l'introduit à la réforme et à sa méthode pour comprendre le Coran, Mohamed Al Taher Ben Achour qui le guide vers l'amour de la langue arabe, Al Bachir Safer, le pousse à s'intéresser à l’histoire et aux problèmes contemporains des musulmans, ainsi qu'à trouver une solution pour repousser le colonialisme occidental et ses effets.
De retour en Algérie, Ben Badis commence à enseigner à la Grande Mosquée de Constantine. En raison de l'hostilité au mouvement réformiste musulman, il repart, vers le Moyen-Orient cette fois-ci.

## À Médine
Après avoir accompli le pèlerinage à La Mecque et Médine, Ben Badis reste trois mois dans cette dernière ville pour donner des cours à la Mosquée du Prophète. Il rencontre Mohamed Bachir El Ibrahimi, l’un des partisans du mouvement réformiste musulman, avec qui il se lie d'amitié. Cette rencontre est le point de départ de la réforme en Algérie, car les deux hommes discutent longuement afin de mettre au point un plan de réforme clair. Hussein Ahmed Al Hindi, résidant lui aussi à Médine, lui conseille de retourner en Algérie.
Sur la route du retour, il visite la Syrie et la mosquée Al-Azhar d’Égypte.

## Retour en Algérie

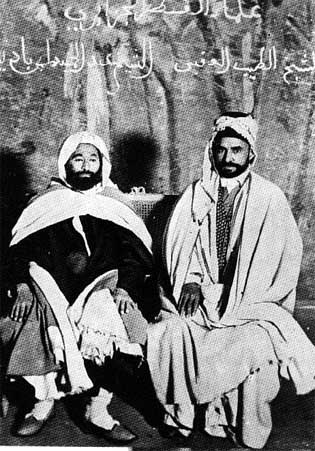
Abdelhamid Ben Badis (à gauche) et Tayeb el-Oqbi (à droite).

En 1913, Abdelhamid Ben Badis rentre en Algérie et s’installe à Constantine où il entame son travail d’enseignement. Il commence par donner des cours à la mosquée Sidi Lakhdar, aux enfants puis aux adultes. Par la suite, prépare la fondation de l'Association des oulémas musulmans algériens. En 1925, il publie le journal critique al-Mountaqid ; après l'interdiction de ce dernier, il édite Achihab puis al-Bassaïr. En 1936, Ben Badis participe à la fondation du Congrès musulman algérien (CMA), qui est dissout durant l'été 1937 par le pouvoir colonial.
La même année, Abdelhamid Ben Badis revient à la tête de l'Association des oulémas musulmans algériens. L’une de ses préoccupations majeures durant cette période de sa vie était la lutte contre la répression qui s'abat sur les patriotes algériens et la dénonciation de la propagande fasciste et des agissements antisémites, tout en travaillant comme journaliste. C'est en cette qualité qu'il couvre le procès de l'assassinat du mufti Bendali.
Ce qu'il prône est considéré comme proche du wahhabisme, mais aussi du salafisme moderniste. Il est proche de Mohamed Abduh. Prônant le malikisme, il s'oppose aux confrèries soufies, comme la Tijaniyya.
Le 16 avril 1940, il meurt dans sa ville natale de Constantine. Il est enterré en présence de 20 000 personnes. La « plupart des notables de la région » ont assisté à ses obsèques.

## Hommage
- Dans l'Algérie indépendante, la date de sa mort le 16 avril, est consacrée fête nationale intitulée « Youm el 'Ilm », ou « Journée du Savoir », et célébrée chaque année[15].

- Une commune de la wilaya de Constantine et de Sidi Bel Abbes porte son nom.